# Panama-Pacific International Exposition
Panama-Pacific International Exposition var en verdensudstilling afholdt i San Francisco, USA, mellem 20. februar og 4. december 1915. Udstillingen blev officielt afholdt, for at fejre færdiggørelsen af Panamakanalen, men blev i byen set som en god måde, at vise omverdenen hvordan det var lykkedes at genopbygge San Francisco efter jordskælvet der hærgede byen 18. april 1906. Udstillingen blev bygget på et 2,6 kvadratkilometer stort område langs den nordlige del af San Franciscos kyst.
I midten af udstillingsområdet stod Tower of Jewels, der var et godt 130 meter højt tårn, dækket af over 100.000 glaskrystaller i forskellige farver. Om natten var tårnet oplyst af 54 spotlights. I den vestlige ende af området stod Palace of Fine Arts, der indeholdt malerier og skulpture fra hele verden. Den er den eneste bygning der er bevaret i dag, efter en renovering i 1960. 
Udstillingens forlystelsespark, The Zone, lå i den østlige del af området. Her fandtes store modeller af Grand Canyon, Yellowstone Park og en del af Panamakanalen. 

## Udenlandske bygninger
|                     | Land        | Bygning                                                                                                 |
| ------------------- | ----------- | --- |
| Canada              | Canada      | |
| Japan               | Japan       | 3 bygninger i en japansk have. Bygningerne var designet i typisk japansk arkitektur.                    |
| Republikken Kina    | Kina        | Modeller af bygninger fra Den Forbudte By                                                               |
| Australien          | Australien  | En stor bygning, med udstillinger der skulle vise de store fremskridt gjort af Commonwealth of Nations. |
| Frankrig            | Frankrig    | En model af Palais de la Légion d'honneur i Paris                                                       |
| New Zealand         | New Zealand | Bygningen indeholdt udstillinger om New Zealands udvikling og muligheder                                |
| Danmark             | Danmark     | En bygning med porttårn opført i middelalderlig stil. Over indgangen var en gipsmodel af Lurblæserne.   |
| Forenede Nederlande | Holland     | En katedrallignende bygning                                                                             |
| Sverige             | Sverige     | En bygning med et typisk svensk trækirketårn.                                                           |
| Norge               | Norge       | En model af en norsk herregård.                                                                         |
| Argentina           | Argentina   | En model af Casa Rosada i Buenos Aires                                                                  |
| Guatemala           | Guatemala   | |
| Honduras            | Honduras    | Typisk honduransk arkitektur.                                                                           |
| Cuba                | Cuba        | Model af en spansk-amerikansk villa                                                                     |
| Bolivia             | Bolivia     | Typisk spansk-amerikansk arkitektur                                                                     |

37°48′17″N 122°26′48″V / 37.80467°N 122.44667°V